# Adherencia (medicina)

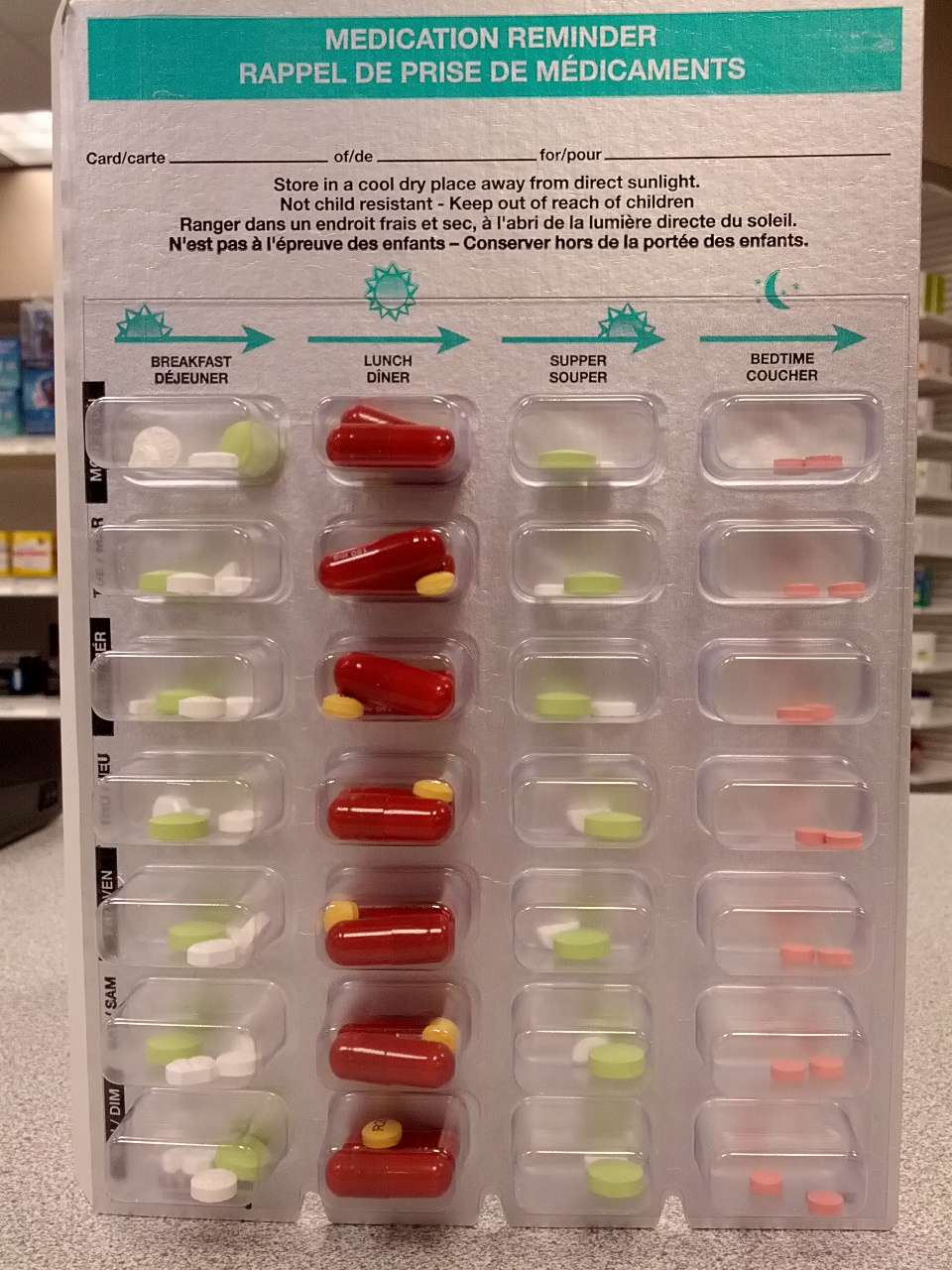
Tratamiento farmacológico dividido en 4 columnas (por el momento del día en que deben tomarse las pastillas) y 7 filas (por el día de la semana en que deben tomarse). Hay adherencia si el paciente cumple este tratamiento.

En medicina, la adherencia es el seguimiento (cumplimiento) por parte del paciente del tratamiento que se le ha prescrito. Habitualmente significa que se toma la medicina, y lo hace a las horas, de las formas y en las dosis que debe tomársela, pero también puede aplicarse a otras situaciones, como uso de dispositivos médicos, autocuidado, ejercicios autodirigidos, sesiones de terapia, realización de pruebas o asistencia a consultas de seguimiento. Tanto el paciente como quien proporciona cuidados sanitarios (normalmente el médico) influyen en la adherencia. Una relación médico-paciente positiva es el factor más importante para mejorar la adherencia. El coste de los medicamentos para el paciente también desempeña un papel importante.
Mundialmente la falta de adherencia es un obstáculo importante para un eficaz cuidado de la salud. Estimaciones de 2003 de la Organización Mundial de la Salud indicaron que solo aproximadamente el 50 % de pacientes con enfermedades crónicas que viven en los países desarrollados siguen el tratamiento, con adherencias particularmente bajas para el asma, la diabetes y la hipertensión arterial. Se cree que las principales barreras para la adherencia son:
- la complejidad de los regímenes modernos de medicación,
- el escaso alfabetismo sanitario,
- la falta de comprensión de los beneficios del tratamiento,
- la aparición de efectos secundarios de los que el médico no ha advertido al paciente,
- la insatisfacción con el tratamiento,
- el coste de los medicamentos, y
- la falta de comunicación entre médico y paciente.[3][4][5][6]

## Terminología
En 2003, los sanitarios estadounidenses utilizaban generalmente el término adherence (adherencia) más que compliance (que se puede traducir por "cumplimiento" o por "conformidad"), porque se pensaba que reflejaba mejor las diversas razones por las que los pacientes no seguían el tratamiento en parte o en todo. Además el término "adherencia" incluye la capacidad del paciente de tomar la medicación según prescriba su médico con consideraciones sobre el fármaco correcto, dosis, ruta, hora de la toma y frecuencia. Se ha aducido que "cumplimiento" puede referirse solo a seguir órdenes pasivamente.
En principio cumplimiento, cumplimiento terapéutico y adherencia significan lo mismo: si el 70 % de los pacientes cumplen un tratamiento, se puede decir que la adherencia a ese tratamiento es del 70 %. En cambio, el incumplimiento es el porcentaje complementario: si el 40 % de los pacientes incumplen determinada medicación, entonces la adherencia a esa medicación es del 60 %.
La denominación "incumplimiento" (non-compliance) puede tener para algunas personas la connotación de que los pacientes no siguen el tratamiento por comportamiento irracional o porque adrede no hacen caso. 
A veces se traduce adherence como "adhesión" o "adhesión al tratamiento".
Si un paciente se toma solo el 40 % de la dosis del medicamento que se le ha recetado, y para tratar correctamente su enfermedad hace falta que se tome al menos el 90 %, no es que haya una adherencia del 40 % para ese paciente; es que, directamente, no hay adherencia. Para un paciente individual y un tratamiento, o hay adherencia o no la hay. En cambio, para un grupo de 100 pacientes de esa misma enfermedad, si 85 de ellos toman al menos el 90 % de la dosis, la adherencia para ese grupo de pacientes es del 85 %.
La palabra "adherencia" tiene al menos otros 2 significados médicos: «cada una de las bridas o superficies extensas de tejido conjuntivo que unen las vísceras entre sí o con las paredes del tronco, entorpecen la función de estas vísceras y producen dolores u otras molestias» y, en fisioterapia, el conjunto de fibras musculares semirrotas que a la palpación se notan en el músculo como un grumo, que normalmente provocan dolor y a las que hay que aplicar masaje para reordenarlas. Este artículo solo se refiere al significado de seguimiento de un tratamiento.
La adherencia (en inglés patient compliance, adherence o capacitance) no debe confundirse con la concordancia (en inglés concordance), que es el proceso por el cual médico y paciente deciden conjuntamente sobre el tratamiento.
En el Reino Unido se ha empleado concordance (‘concordancia’) para implicar al paciente en la mejora de la adherencia, y se refiere a una iniciativa de 2003 del NHS. En este contexto, se le dice al paciente qué enfermedad padece y qué opciones de tratamiento existen, se le implica en la decisión sobre las medidas a tomar y se le hace parcialmente responsable de su propio seguimiento y de que informe al médico al respecto.
En 2005, la terminología preferida seguía siendo objeto de debate. En 2007, solía usarse concordancia para referirse específicamente a la adherencia del paciente a un tratamiento acordado con su médico, para diferenciarla de la adherencia a un tratamiento prescrito sin acuerdo. Pese al debate en marcha, la Organización Mundial de la Salud prefiere el término adherencia. También lo prefieren la Asociación Norteamericana de Farmacéuticos y la Red de Investigación sobre Adherencia de los Institutos Nacionales de Salud. El Medical Subject Headings (MeSH, una especie de glosario de términos médicos) de la Biblioteca Nacional de Medicina de los Estados Unidos utiliza las palabras adherencia y cumplimiento en varios términos. Por ejemplo pueden encontrarse "Cumplimiento del paciente" o "Adherencia a la medicación" bajo el árbol MeSH de Adherencia al tratamiento y cumplimiento.

## Factores que influyen en la adherencia

### Alfabetismo sanitario
Aparte del coste del tratamiento, se conoce que la falta de comprensión de sus directrices por parte del paciente (comprensión denominada "alfabetismo sanitario") constituye una barrera importante para la adherencia.

### Alfabetismo
En 1999, un quinto de los adultos del Reino Unido, casi 7 millones de personas, tenía problemas con algunas habilidades básicas, especialmente alfabetización funcional y numerismo funcional, descritos como: «La capacidad de leer, escribir y hablar en inglés, y de utilizar las matemáticas al nivel necesario para funcionar en el trabajo y en la sociedad en general». Esto les hacía imposible tomar medicación eficazmente, leer etiquetas, seguir regímenes de prescripción y encontrar información adicional sobre lo que les estaba pasando.
En 2003, el 20 % de los adultos en el Reino Unido padecían una enfermedad o discapacidad duraderas. Un estudio nacional para el Ministerio de Salud halló que más de un tercio de las personas con mala o muy mala salud tenían habilidades de lectura de nivel de entrada 3 o inferiores.
Se halló que los niveles bajos de alfabetismo y numerismo se asociaban con privación socioeconómica. Los adultos de zonas más pobres, como el nordeste de Inglaterra, tenían menor nivel que los de zonas menos pobres, como el sureste. Era particularmente probable que los inquilinos de pisos municipales (viviendas sociales) y las personas con mala salud carecieran de habilidades básicas.
En el año 2000, un análisis de más de 100 áreas de autoridades locales de educación del Reino Unido halló que el nivel educativo logrado entre 15 y 16 años estaba fuertemente asociado con la mortalidad infantil de los hijos de esas personas y sus enfermedades coronarias posteriores.
Un estudio de la relación entre el alfabetismo y el conocimiento del asma reveló que solo el 31 % de pacientes de asma con el nivel de lectura de un niño de 10 años se dio cuenta de que necesitaba ir al médico, incluso cuando no estaban padeciendo un ataque de asma, mientras que entre los pacientes con un nivel de lectura de instituto se dio cuenta el 90 % .
Hay pruebas sólidas de que la educación y la salud física están correlacionadas. El mal desempeño educativo es un factor clave en el ciclo de desigualdades sanitarias. El grado educativo alcanzado influye en la posición de un individuo en el mercado laboral, en su nivel de ingresos, y por tanto en su acceso a recursos.

### Coste del tratamiento
En 2013, la Asociación Norteamericana de Farmacéuticos Comunitarios muestreó durante un mes a 1020 estadounidenses mayores de 40 años que estuvieran en tratamiento para una dolencia crónica y calificó con una C+ su adherencia (según el sistema de A para el sobresaliente y F para el muy deficiente). En 2009, se estimó que la baja adherencia contribuía a un coste anual de 290 millardos de dólares estadounidenses. En 2012, se halló que aumentar la parte del precio del medicamento que pagaba el paciente se asociaba a una baja adherencia a la medicación.
Los Estados Unidos se encuentran entre los países con los mayores precios de los medicamentos, lo que principalmente se atribuye a que el Estado no negocia precios más bajos con los monopolios de la industria farmacéutica, especialmente con fármacos de marca. Para reducir lo que les cuesta la medicación, muchos pacientes de Estados Unidos en terapias largas incumplen lo que se les ha recetado, se saltan tomas o reducen dosis. Según una encuesta de la Fundación de la Familia Kaiser en 2015, aproximadamente 3 cuartos (73 % ) de la gente piensa que los precios de los fármacos no son razonables y culpa a las compañías farmacéuticas por poner precios tan altos. En la misma encuesta la mitad de la gente contó que está tomando algún medicamento con receta. Un cuarto (25 %) de ellos o un miembro de su familia no han seguido algún tratamiento en los 12 meses anteriores debido a su coste. El 18 % dice que corta las píldoras por la mitad o se salta tomas. En una comparación de 2009 con Canadá,  solo el 8 % de los adultos declaró que se saltaba tomas o no cumplía sus tratamientos debido al coste de la medicación.

### Edad
Tanto las edades juveniles como las avanzadas se han asociado a baja adherencia.
Los ancianos tienen a menudo múltiples problemas de salud: a pesar de que solo representan aproximadamente el 20 % de la población del Reino Unido, la mitad de los medicamentos que prescribe el NHS se destinan a personas por encima de la edad de jubilación. El reciente Marco de Servicio Nacional para el cuidado de personas de más edad destacó la importancia de que esta población tome correctamente sus medicinas. Sin embargo los ancianos lo tienen a veces difícil, porque pueden tener que tomar múltiples medicamentos con frecuentes dosis, y puede haber disminuido su destreza para abrir cajas, leer etiquetas o saber qué momento del día es. El conocimiento del paciente es una preocupación que se ha observado.
En 1999, Cline et al. identificaron varias deficiencias en los conocimientos sobre medicación de pacientes ancianos dados de alta tras una estancia en el hospital. A pesar de recibir información escrita y verbal, el 27 % de las personas más ancianas dadas de alta tras tratarles en el hospital un fallo cardíaco fueron clasificadas como incumplidoras de su tratamiento en los siguientes 30 días. La mitad de los pacientes encuestados no recordaba la dosis de su medicación y casi 2 tercios no sabían la hora a la que tenían que tomarla. 
En 2001, un estudio de Barat et al. evaluó los conocimientos médicos y los factores de adhesión en una población de 75 años que vivía en su casa. Hallaron que el 40 % de los pacientes ancianos no conocían el propósito de su medicación y  solo el 20 % sabía las consecuencias de no tomarla. La comprensión, la polimedicación, la organización de la vida cotidiana, múltiples doctores y el uso de ayudas al cumplimiento (por ejemplo pastilleros) se correlacionaban positivamente con la adherencia. Según una estimación conservadora, el 10 % de los ingresos hospitalarios se debe a pacientes que no se toman correctamente su medicación.
En niños con asma la autogestión de la adherencia es crítica, y se ha hallado que las comorbilidades afectan a los resultados. En 2013 se ha sugerido que el control electrónico puede favorecer la adherencia.
Se han estudiado factores sociales de la adherencia a tratamientos psiquiátricos de niños y adolescentes:
- Los jóvenes con buena motivación que se sienten apoyados por sus familiares y médicos tienen mayor probabilidad de seguir su tratamiento.[37]
- Algunos jóvenes pueden dejar de tomar su medicación para encajar con sus amigos, o porque no tienen conciencia de su enfermedad.
- Quienes no sintieron que su condición médica fuera una amenaza para su bienestar social tenían una probabilidad 8 veces mayor de seguir su tratamiento que quienes la percibían como amenaza.[38][39]
- La falta de adherencia se da a menudo entre niños y jóvenes; los varones jóvenes tienen una adherencia relativamente baja.[40][41]

### Etnicidad
Personas de diferentes etnias muestran distintos aspectos de adherencia por razones de alfabetización, fisiología, cultura o pobreza. Hay pocos estudios publicados sobre adherencia en minorías étnicas. La etnia y la cultura pueden influir en comportamientos que afectan a la salud, como participar en programas de detección de algunas enfermedades o presentarse a las citas médicas de seguimiento.
Prieto et al. resaltaron la influencia de factores étnicos y culturales en la adherencia. Señalaron que las actitudes, valores y creencias sobre la salud y la enfermedad difieren entre grupos. Esta visión podría afectar a la adherencia, particularmente para tratamientos preventivos y medicación para condiciones asintomáticas. Además, algunas culturas fatalistas atribuyen su buena o mala salud a su dios o sus dioses, y dan menos importancia al autocuidado que otras.
Las medidas de la adherencia a los tratamientos pensadas para un grupo étnico o cultural pueden necesitar modificaciones antes de aplicarlas en otros grupos. En algunos casos puede ser aconsejable evaluar a los pacientes desde una perspectiva cultural antes de tomar decisiones sobre su tratamiento.

## Medida de la adherencia

### Índices de compra de las medicinas recetadas
No todos los pacientes compran en la farmacia los medicamentos que les ha recetado el médico. En un estudio estadounidense de 2010, del 20 al 30 % de las recetas expedidas nunca fueron recibidas en la farmacia. Entre las razones por las que la gente no compra las medicinas está su coste: una encuesta entre 1 010 adultos norteamericanos halló en 2001 que el 22 % escogió no comprarlas por el precio, un porcentaje similar al 20–30 % de recetas expedidas que no llegan a la farmacia. Otros factores son las dudas sobre la necesidad de la medicación, la preferencia por cuidados no farmacológicos, la comodidad, los efectos secundarios de los medicamentos y que en ocasiones anteriores el paciente haya tomado ese mismo medicamento y no haya notado beneficios significativos.

#### Ratio de posesión de medicación
Los registros de recetas de medicamentos para enfermedades crónicas pueden usarse para estimar la adherencia. Supóngase un medicamento del que el paciente debe tomar una píldora diaria, y viene en cajas de 30 píldoras. El máximo de cajas que se le pueden recetar al paciente cada vez que va al médico es una. Esto quiere decir que, para cumplir el tratamiento, el paciente deberá pedir que se le recete ese medicamento al menos una vez al mes. Si lo hace, por ejemplo, cada 40 días, no hay adherencia. Los pacientes pueden clasificarse en "cumplidores" si la cantidad de medicación que solicitan en un período es al menos el 80 % de la cantidad que deberían consumir en ese período. Este porcentaje se denomina "ratio de posesión de medicación" (MPR por sus siglas en inglés). Un trabajo de 2013 sugiere que una MPR de 90 % o superior puede ser un umbral mejor para considerar que hay adherencia.
Se pueden calcular 2 formas de MPR: fija y variable. Calcular cualquiera de ellas es relativamente directo, porque la MPR variable (VMPR) se calcula dividiendo el número de días para los que la última receta daba suministro por el número de días transcurridos desde la última receta.
{\displaystyle VMPR={\dfrac {\text{Número de días para los que la última receta daba suministro}}{\text{Número de días transcurridos desde la última receta}}}}
La ratio fija de posesión de medicación (FMPR por sus siglas en inglés) se calcula de modo similar, pero el denominador es el número de días del año, mientras que el numerador está restringido a ser el número de días de suministro que se han recetado al paciente dentro de ese año.
{\displaystyle FMPR={\dfrac {{\text{Número de días de suministro}}\leq 365}{365}}}
Para la medicación en forma de pastillas, píldoras, grageas o tabletas es relativamente directo calcular el número de días de suministro basándose en una receta. Para otras medicaciones no es tan directo, porque una receta con un número fijo de dosis puede servir para que el paciente se medique un número variable de días. Por ejemplo el número de inhalaciones necesarias de un corticosteroide preventivo del asma puede variar dependiendo de la severidad de la afección.

## Barreras a la adherencia según la OMS
La Organización Mundial de la Salud (OMS) agrupa las barreras a la adherencia en 5 categorías: 
1. Factores relacionados con el equipo concreto que cuida la salud y con el sistema sanitario
2. Factores sociales y económicos
3. Factores relacionados con la condición médica
4. Factores relacionados con la terapia
5. Factores relacionados con los pacientes

Las barreras comunes incluyen:
| Barrera                                                                | Categoría |
| ---------------------------------------------------------------------- | --------- |
| Mala relación entre el proveedor de servicios sanitarios y el paciente | 1         |
| Acceso inadecuado a servicios sanitarios                               | 1         |
| Alto precio de los medicamentos para el paciente                       | 2         |
| Creencias culturales                                                   | 2         |
| Gravedad de los síntomas                                               | 3         |
| Disponibilidad de tratamientos eficaces                                | 3         |
| Inmediatez de los efectos beneficiosos del tratamiento                 | 4         |
| Efectos secundarios del tratamiento                                    | 4         |
| Enfermedad estigmatizante                                              | 5         |
| Conocimiento inadecuado del tratamiento                                | 5         |

## Mejorando los índices de cumplimiento
Los esfuerzos para mejorar la adherencia se han dirigido a simplificar el empaquetado de los medicamentos, proporcionar recordatorios eficaces de cuándo debe tomarse la medicación, mejorar la educación del paciente y limitar el número de medicamentos prescritos simultáneamente. Los estudios muestran una gran variación de las características y los efectos de las intervenciones para mejorar la adherencia. Todavía no está claro cómo mejorarla eficazmente para conseguir efectos clínicamente importantes.

### Papel de los proveedores de servicios sanitarios
El personal sanitario desempeña un papel fundamental en la mejora de la adherencia. Este personal puede mejorar la interacción con los pacientes a través de entrevistas motivacionales y escucha activa. Una relación que ofrezca confianza, cooperación y responsabilidad mutua puede mejorar grandemente la conexión entre este personal y los pacientes, consiguiendo así un impacto positivo. Las palabras que el personal sanitario utiliza al aconsejar a los pacientes pueden influir en su adherencia y su comportamiento. Sin embargo se necesita más investigación para determinar si un enfoque positivo (p. ej.: «la probabilidad de supervivencia aumenta si entras en este programa de detección») es más eficaz que otro negativo (por ejemplo: «la probabilidad de morir es mayor si rechazas este programa de detección») para condiciones concretas.

### Empaquetado
Se ha propuesto una amplia variedad de empaquetados para ayudar a que los pacientes completen los tratamientos prescritos. Algunos de ellos aumentan la facilidad para recordar la dosificación, así como diferentes etiquetas para que los pacientes entiendan mejor las directrices. Por ejemplo, a veces los medicamentos se empaquetan con sistemas que recuerdan el día de la semana o la hora del día en que debe tomarse la medicina. Alguna evidencia muestra que estos recordatorios pueden mejorar resultados clínicos como la presión sanguínea.
La industria farmacéutica, la industria de embalaje y representantes de organizaciones de pacientes europeos han constituido el Consejo Europeo de Empaquetado Farmacéutico Colaborativo (Healthcare Compliance Packaging Council of Europe, HCPC-Europe), una organización sin ánimo de lucro cuya misión es ayudar y educar al sector sanitario para mejorar, a través de soluciones de embalaje, la adherencia de los pacientes a los tratamientos. Una variedad de soluciones de embalaje ha sido desarrollada por esta colaboración.

### Tecnología
En 2012, se predijo que, al mejorar la tecnología de telemedicina, los médicos tendrán mayores capacidades para seguir remotamente la condición de pacientes en tiempo real y para comunicar recomendaciones y ajustes de medicación utilizando dispositivos móviles personales, como smartphones, en vez de esperar a la siguiente visita a la consulta.
Los sistemas de monitorización de administración de fármacos (Medication Event Monitoring Systems) funcionan sin intervención del paciente y graban la fecha y la hora en que se accedió al envase del medicamento. Los datos pueden leerse mediante un lector específico, o mediante dispositivos NFC (Near Field Communication), como un móvil inteligente o una tableta. Un estudio de 2009 halló que estos sistemas de monitorización pueden mejorar la adherencia.
La eficacia de los correos electrónicos bidireccionales entre el personal sanitario y sus pacientes no ha sido adecuadamente evaluada.

#### Teléfonos móviles
En 2019, 5,15 millardos de personas, el 67 % de la población mundial, tenía un dispositivo móvil, y este número sigue creciendo. Los móviles están siendo utilizados para el cuidado de la salud y han acuñado un término propio, mHealth. También han mejorado la adherencia. Por ejemplo, se han utilizado mensajes de texto para recordar a pacientes crónicos de asma e hipertensión que debían tomar su medicación. Otros ejemplos incluyen el uso de móviles para la transmisión síncrona o asíncrona de terapia videoobservada (VOT por sus siglas en inglés) como sustitución del estándar recomendado por la OMS, la Terapia Observada Directamente (DOT por sus siglas en inglés, que requiere más recursos) para el tratamiento de la tuberculosis. Otras intervenciones mHealth para mejorar la adherencia incluyen aplicaciones de móvil (apps), reconocimiento de voz en llamadas interactivas y telefarmacia. Algunos resultados muestran que la mHealth mejora la adherencia y es eficiente en coste, mientras que otros resultados son mixtos. Los estudios muestran que es factible utilizar mHealth para mejorar la adherencia y que los pacientes la aceptan. También se han utilizado intervenciones mHealth junto a otros dispositivos de telesalud, como sensores de píldoras inalámbricos y llevables (wearable), pastilleros inteligentes o inhaladores inteligentes.

## Adherencia a los tratamientos de varias enfermedades
La Organización Mundial de la Salud (OMS) estimó en 2003 que  solo el 50 % de las personas completan tal y como les fueron prescritas las terapias a largo plazo para enfermedades crónicas, lo cual pone en riesgo la salud del otro 50 %. Una vez que los pacientes empiezan a tomar un medicamento, raramente lo toman según lo ha prescrito el médico, y raramente completan el tratamiento.

### Asma
El incumplimiento de la medicación del asma (del 28 al 70 % en todo el mundo) aumenta el riesgo de fuertes ataques de asma que requieren evitables visitas a urgencias, e incluso hospitalizaciones. Las razones de la baja adherencia pueden ser la dificultad de uso de los inhaladores, los efectos secundarios de la medicación, y su coste.

### Cáncer
En el Reino Unido se diagnostican cada año 200 000 nuevos casos de cáncer. Uno de cada 3 adultos en el Reino Unido desarrollará un cáncer que puede amenazar su vida, y 120 000 personas morirán de cáncer anualmente. El 25 % de todas las muertes en el Reino Unido. Y sin embargo, aunque el 90 % del dolor causado por el cáncer puede ser eficazmente tratado,  solo el 40 % de los pacientes cumplen su tratamiento, por una incorrecta comprensión.
Los pacientes dan las siguientes razones para su incumplimiento:
- La mala calidad de la información disponible sobre su tratamiento.
- Falta de conocimiento sobre cómo expresar preocupaciones acerca de la medicación.
- Preocupaciones sobre efectos indeseados.
- Olvido de las tomas.

Partridge et al. (2002) mostraron que las adherencias a diversos tratamientos de distintos cánceres son variables, y a veces sorprendentemente bajas. La tabla siguiente es un resumen de sus hallazgos:
| Tipo de cáncer                                                             | Medida de incumplimiento del tratamiento            | Definición del incumplimiento             | Índice de incumplimiento |
| -------------------------------------------------------------------------- | --------------------------------------------------- | ----------------------------------------- | ------------------------ |
| Hematológico                                                               | Niveles de metabolitos del fármaco en el suero      | Niveles por debajo del umbral esperado    | 83 %                     |
| Cáncer de mama                                                             | Lo que cuenta la paciente                           | Toma menos del 90 % de medicina prescrita | 47 %                     |
| Leucemia o linfoma no hodgkiniano                                          | Nivel de metabolito del fármaco en la orina         | Nivel más bajo de lo esperado             | 33%                      |
| Leucemia, linfoma de Hodgkin, linfoma no hodgkiniano                       | Lo que cuenta el paciente y lo que dicen sus padres | Más de una dosis perdida por mes          | 35 %                     |
| Linfoma, otras malignidades                                                | Bioensayo del suero                                 | No descrito                               |                          |
| Linfoma de Hodgkin, leucemia linfoide aguda (ALL por sus siglas en inglés) | Marcadores biológicos                               | Nivel más bajo de lo esperado             | 50 %                     |
| ALL                                                                        | Nivel de metabolito del fármaco en la orina         | Nivel más bajo de lo esperado             | 42 %                     |
| ALL                                                                        | Nivel de metabolitos del fármaco en sangre          | Nivel más bajo de lo esperado             | 10 %                     |
| ALL                                                                        | Nivel de metabolitos del fármaco en sangre          | Nivel más bajo de lo esperado             | 2 %                      |

En 1998, los ensayos que evaluaron el tamoxifeno como agente preventivo mostraron índices de abandono de alrededor un tercio:
- 36 % en el estudio de quimioprevención con tamoxifeno Royal Marsden[76]
- 29 % en el proyecto nacional de adyuvantes para el tratamiento de cánceres de mama y colon[77]

En marzo de 1999, la adherencia al estudio internacional de intervención en el cáncer de mama, que evaluó el efecto de una dosis diaria de tamoxifeno durante 5 años en mujeres de riesgo con edades entre los 35 y los 70 años era:
- 90 % después de un año
- 83 % después de 2 años
- 74 % después de 4 años

### Diabetes
Los diabéticos tienen un riesgo alto de desarrollar enfermedades cardíacas y normalmente padecen condiciones, relacionadas con su diabetes, que hacen su tratamiento aún más complejo, como hipertensión, obesidad y depresión, enfermedades también caracterizadas por bajas adherencias.
- El incumplimiento en Estados Unidos del tratamiento contra la diabetes llega al 98 %, y es la principal causa de complicaciones como daños nerviosos y fallo renal.
- Entre los pacientes con diabetes tipo 2 a quienes se les había recetado sulfonilureas o bien metformina la adherencia era inferior a un tercio. Los que tomaban ambos medicamentos a la vez mostraban solo el 13 % de adherencia.[81]

### Hiperlipidemia (colesterol alto)
Solo un tercio de los pacientes de hiperlipidemia cumple al menos el 90 % de su tratamiento. La intensificación de intervenciones (p. ej. recordatorios electrónicos, consejos del farmacéutico o educación de los pacientes por profesionales sanitarios) mejora la adherencia a medicinas que hacen disminuir los niveles de lípidos en sangre, así como el colesterol total y el colesterol LDL (conocido como "colesterol malo").
En 2002, la adherencia a un tratamiento anticolesterol con estatinas cayó a entre el 25 y el 40 % después de 2 años de tratamiento, con índices inusualmente bajos en los pacientes que las tomaban por razones que percibían como preventivas.

### Hipertensión
El 50 % de los hipertensos dejan completamente el tratamiento antes de que transcurra un año desde el diagnóstico. La adherencia a los fármacos de primera línea contra la hipertensión es extremadamente baja durante el primer año de tratamiento.
El incumplimiento del tratamiento contra la hipertensión (93 % en EE. UU., 70 % en el Reino Unido) es la causa principal de ictus y de ataque cardiaco por hipertensión descontrolada.
En 1975, solo aproximadamente el 50 % de los hipertensos mostraba adherencia, al tomar al menos el 80 % de las medicaciones que se les prescribían.
Como resultado de estos incumplimientos, el 75 % de pacientes diagnosticados de hipertensión no conseguía mantener su presión sanguínea en los niveles adecuados.

### Enfermedades mentales
Una revisión de 2003 halló que entre el 41 y el 59 % de los enfermos mentales tomaban su medicación con poca frecuencia o no la tomaban en absoluto.
Una revisión de 2006 investigó los efectos de la adherencia en la esquizofrenia y no halló pruebas claras de que fuera beneficiosa para los esquizofrénicos y quienes sufrían síndromes relacionados. Sin embargo son frecuentes los casos de esquizofrénicos que no toman su medicación y, como resultado, atacan a otras personas. La conducta no adherente en la esquizofrenia puede llegar al 70-80 %, principalmente porque al paciente le falta conciencia de su enfermedad.